# Johann Eberhard Neidhardt

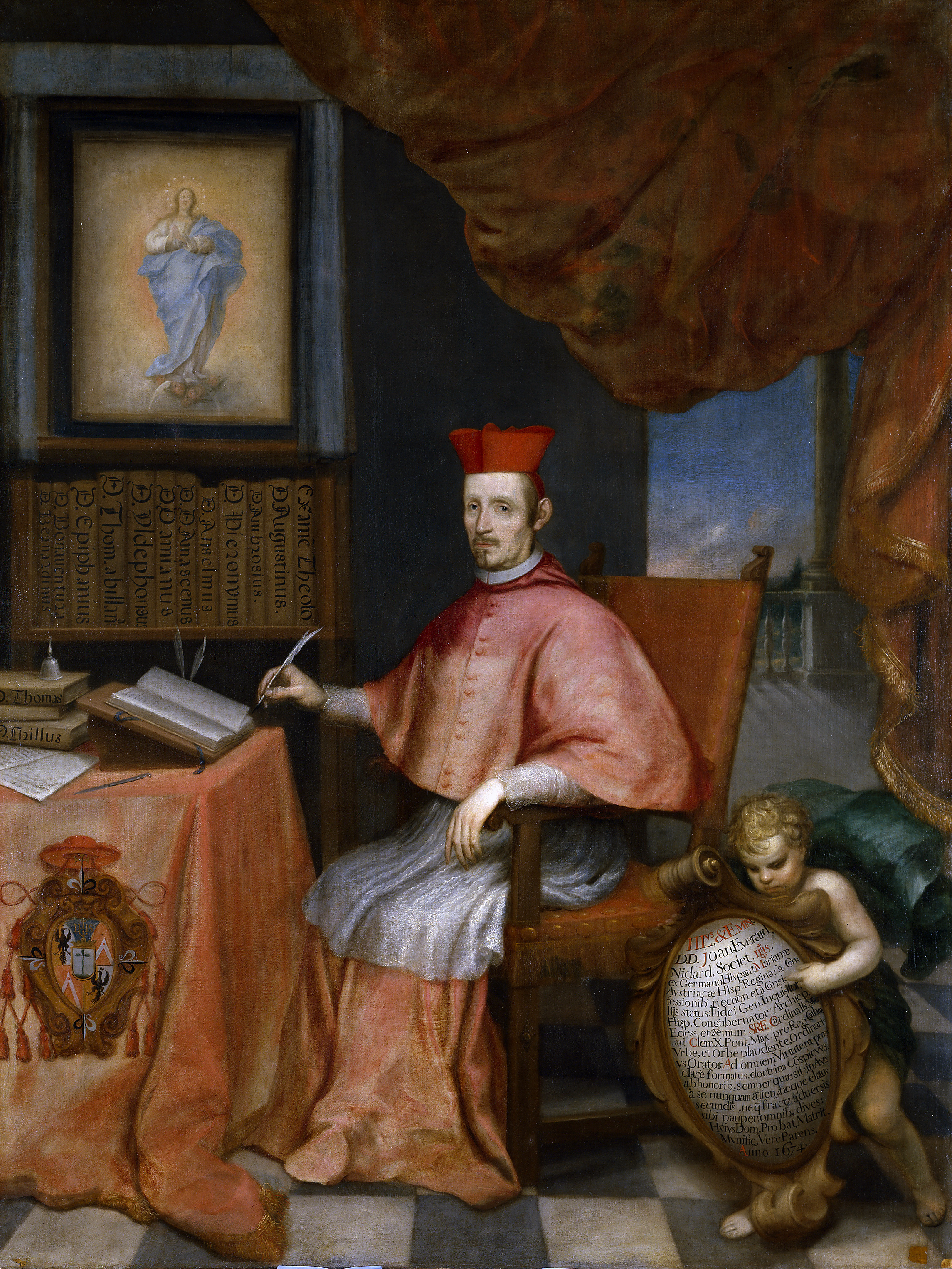
Johann Eberhard Graf Neidhardt als Kardinal (Ölgemälde von Alonso del Arco, 1674)

Johann Eberhard Graf Neidhardt SJ (daneben gibt es auch Schreibweisen Neidarth, Neüthardt, Neidthardt, Nidhard und Neidhardt, er selbst nannte sich vorzugsweise Nidhard) (* 8. Dezember 1607 auf Schloss Falkenstein (Oberösterreich); † 1. Februar 1681 in Rom) war Jesuit und als Berater von Königin Maria Anna von Spanien zeitweise wesentlich verantwortlich für die spanische Politik. Später wurde er Kardinal der Römischen Kirche.

## Leben und Wirken

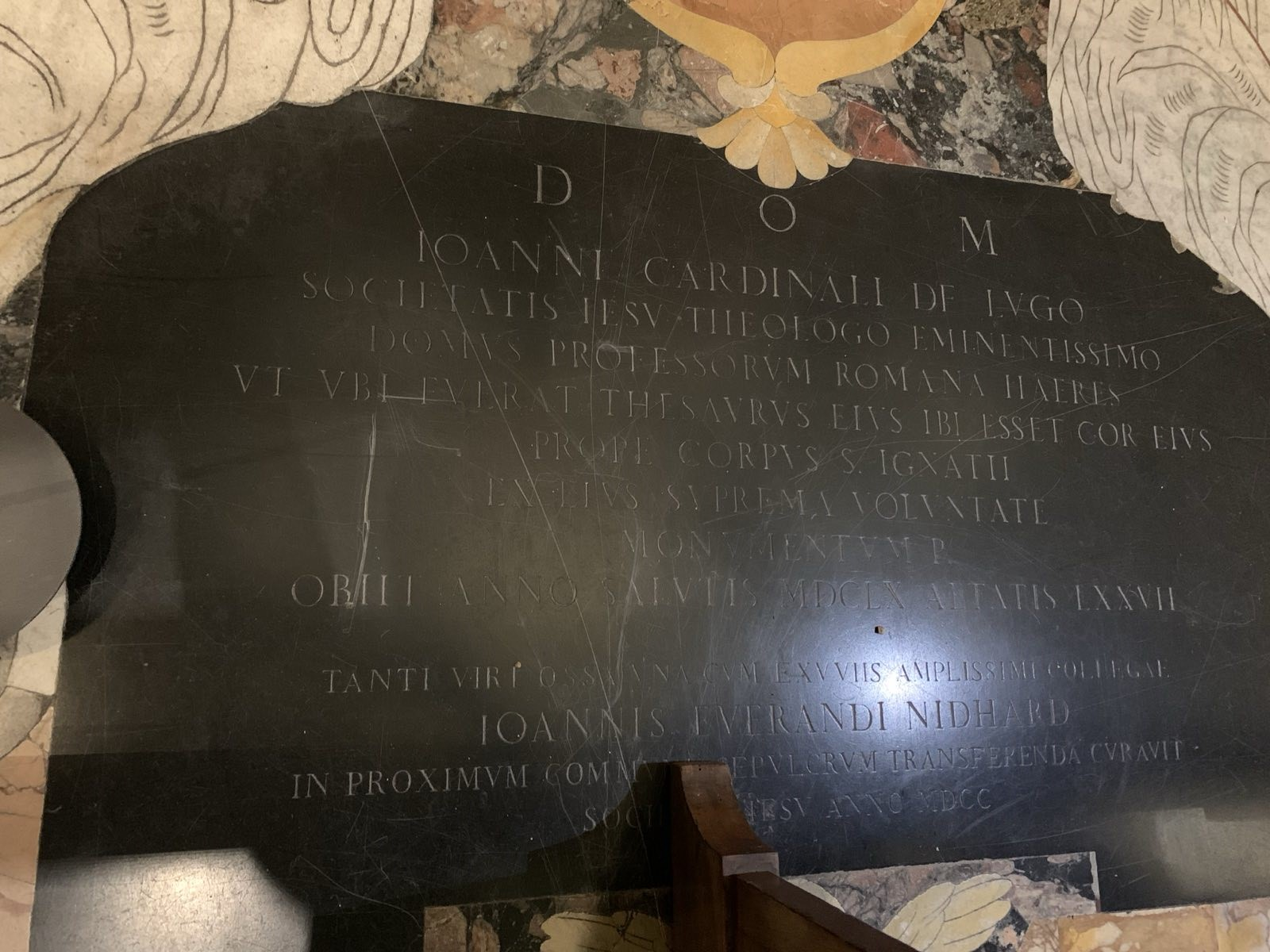
Die Grabplatte von Johann Eberhard Neidhardt in der Kirche Il Gesu in Rom

Johann Eberhard Neidhardt trat 1631 in Wien dem Jesuitenorden bei und empfing zu einem unbekannten Zeitpunkt die Priesterweihe. Er lehrte später in Graz Philosophie, Ethik und Kirchenrecht. Im Jahr 1644 wurde er von Kaiser Ferdinand nach Wien gerufen, wo er als Hofprediger am Kaiserhof tätig war, außerdem war er Lehrer und Beichtvater der Erzherzogin Maria Anna. Graf Neidhardt begleitete diese 1649 nach Spanien, wo Maria Anna König Philipp IV. heiratete. Nach dessen Tod 1665 wurde die Königin Regentin für den noch unmündigen Karl II. Unterstützt wurde Maria Anna von einem Staatsrat, dem auch Neidhardt an führender Stelle angehörte. Unter anderem hatte er das Amt des Großinquisitors und des Staatskanzlers inne. In kirchlicher Hinsicht gehörte er zu denjenigen, die die Königin und den Papst Alexander VII. darin unterstützten, die Lehre von der unbefleckten Empfängnis durchzusetzen. Zu diesem Thema veröffentlichte Neidhardt auch eine Schrift. Gegen den wachsenden Einfluss des Nichtspaniers begann sich im Adel Kritik zu regen. Auch weil Neidhardt in den Jahren zuvor dafür gesorgt hatte, den unehelichen Sohn Philipps Juan José de Austria von der politischen Mitwirkung auszuschließen, begann auch dieser sich den Kritikern anzuschließen. Er war von der Königin nicht mehr zu halten und musste 1669 Spanien verlassen.
Neidhardt ging nach Rom und wurde dort außerordentlicher Gesandter mit dem Titel zunächst eines Bischofs von Agrigent und später eines Titularerzbischofs von Edessa. Die Bischofsweihe spendete ihm am 24. Januar 1672 in der Kirche Il Gesù in Rom Kardinal Federico Sforza, Bischof von Tivoli; Mitkonsekratoren waren Giacomo Altovitti, Titularpatriarch von Antiochien, und Gilla Colonna, Titularpatriarch von Jerusalem. Im Jahr 1672 erhob ihn Papst Clemens X. zur Kardinalswürde im Rang eines Kardinalpriesters. Am 8. August 1672 erhielt er die Titelkirche San Bartolomeo all’Isola und wurde am 25. September 1679 Kardinalpriester von Santa Croce in Gerusalemme.
Johann Eberhard Neidhardt starb am 1. Februar 1681 in Rom. Er wurde in der dortigen Kirche Il Gesù beigesetzt. Die Grabplatte befindet sich in der Kapelle des heiligen Ignatius von Loyola mit Altargemälde und Orgel.